# Cool Spot
Cool Spot – komputerowa gra platformowa, której bohaterem jest maskotka serii napojów 7 Up. Od końca lat 80., kiedy pojawiła się jako zwykła czerwona kropka wpisana w logo, została rozbudowana o ręce, nogi, usta oraz okulary przeciwsłoneczne i stała się bohaterką kilku gier komputerowych.
W 1993 roku gra została wydana na platformy Sega Mega Drive i Super Nintendo Entertainment System, a rok później na Sega Master System, Sega Game Gear, Game Boya, Amigę i DOS-a.

## Spot
Pierwszą grą, w której pojawiła się maskotka napojów 7 Up była wydana w 1990 roku gra logiczna Spot: The Video Game. Wydano ją na ośmiobitową platformę Nintendo Entertainment System, Game Boya, system MS-DOS, komputery Amiga, Commodore 64 i Atari ST.

## Rozgrywka
Gracz steruje bohaterem o imieniu Cool Spot. Może nim skakać, wspinać się i atakować wrogów strzelając bańkami sody, a na każdym poziomie gracz musi uratować innego Cool Spota z klatki. Musi on również zebrać określoną liczbę „kropek” aby kontynuować rozgrywkę. Zdrowie postaci wskazuje twarz Cool Spota, która wraz z utratą energii coraz bardziej się wygina. Uszkodzenia możne doznać dotykając wrogów, ich pocisków lub niektórych przeszkód. Ponieważ gra odbywa się na czas, gracz musi jak najszybciej wykonać zadanie, gdyż po skończeniu czasu traci życie. Jeśli stracił je wszystkie następuje koniec rozgrywki. Możliwość zapisu gry w dowolnym momencie została zastąpiona checkpointami w formie masztów, które muszą zostać dotknięte przez postać, aby podnieść flagę.
W tym samym roku ukazała się też druga część Spot: The Cool Adventure.

## Kontynuacja
W 1995 roku wydano grę Spot Goes To Hollywood, która przeniosła przygody Cool Spota w 3D. Początkowo ukazała się na platformie Mega Drive/Genesis, w 1996 roku na konsolę Sega Saturn, a w 1997 roku na PlayStation, gdzie zyskała odnowioną oprawę graficzną i nowe poziomy.